# Peter Jaks
Peter Jaks, né le 4 mai 1966 à Frýdek-Místek (Tchécoslovaquie) et mort le 5 octobre 2011 près de Bari (Italie), est un joueur suisse de hockey sur glace qui évoluait au poste d'ailier droit. Il est le frère de Pauli Jaks, également joueur de hockey sur glace.

## Biographie

### Carrière de joueur
Après avoir commencé le hockey sur glace au HC Ascona, Peter Jaks rejoint le HC Ambrì-Piotta lors de la saison 1983-1984, qui évolue alors en LNB. Il débute en première division en 1985, après la promotion du club léventin. En 1987, Peter Jaks rejoint l'ennemi cantonal, le HC Lugano, avec qui il remporte le titre de champion de Suisse dès sa première saison. Il retourne néanmoins à Ambrì après une deuxième et ultime saison dans le sud du canton. En 1998, il quitte le canton du Tessin pour évoluer avec les ZSC Lions. Il met un terme à sa carrière à la fin de la saison 2002-2003, après avoir remporté deux autres titres de champion de Suisse (en 2000 et 2001) ainsi que la Coupe continentale en 2001 et 2002. Il a disputé 809 matchs en LNA.
Avec un total de 894 points (487 buts et 407 passes décisives), Peter Jaks reste aujourd'hui le meilleur compteur de Ligue nationale A depuis l'introduction des séries finales en 1985, juste devant Gil Montandon (840 points).

#### Carrière internationale
Peter Jaks a disputé les championnats du monde du groupe B en 1989, 1990 et 1996, ainsi que les championnats du monde du groupe A en 1987, 1991 et 1998 avec l'équipe de Suisse. Il a en outre pris part à deux olympiades, en 1988 à Calgary et en 1992 à Albertville. Il a fêté 146 sélections en équipe de Suisse.

### Carrière de dirigeant
En 2003, à la fin de sa carrière de joueur, Peter Jaks devient le directeur sportif du HC Ambrì-Piotta. Il occupe ce poste jusqu'en avril 2009, où il est poussé vers la sortie par l'arrivée de l'entraîneur québécois Benoît Laporte.

### Mort
Porté disparu le 3 octobre 2011, Peter Jaks est retrouvé mort le 5 octobre 2011 à un passage à niveau près de Bari, en Italie.
À la suite de son décès, une minute de silence a été décrétée pour tous les matchs du vendredi 7 octobre et du samedi 8 octobre. En outre, le HC Ambrì-Piotta, a choisi de lui rendre hommage en retirant son numéro 19.

### En club
| Saison     | Équipe          | Ligue      |     | Saison régulière | Saison régulière | Saison régulière | Saison régulière | Saison régulière |    | Séries éliminatoires | Séries éliminatoires | Séries éliminatoires | Séries éliminatoires | Séries éliminatoires |
| Saison     | Équipe          | Ligue      | PJ  | B                | A                | Pts              | Pun              | PJ               | B  | A                    | Pts                  | Pun                  |                      |                      |
| 1983-1984  | HC Ambrì-Piotta | LNB        |     |                  |                  |                  |                  |                  |    |                      |                      |                      |                      |                      |
| 1984-1985  | HC Ambrì-Piotta | LNB        |     |                  |                  |                  |                  |                  |    |                      |                      |                      |                      |                      |
| 1985-1986  | HC Ambrì-Piotta | LNA        | 36  | 21               | 13               | 34               | 8                | -                | -  | -                    | -                    | -                    |                      |                      |
| 1986-1987  | HC Ambrì-Piotta | LNA        | 36  | 39               | 23               | 62               | 23               | 5                | 2  | 2                    | 4                    | 2                    |                      |                      |
| 1987-1988  | HC Lugano       | LNA        | 36  | 38               | 31               | 59               | 22               | 4                | 1  | 1                    | 2                    | 0                    |                      |                      |
| 1988-1989  | HC Lugano       | LNA        | 36  | 28               | 11               | 39               | 20               | 10               | 7  | 2                    | 9                    | 11                   |                      |                      |
| 1989-1990  | HC Ambrì-Piotta | LNA        | 36  | 28               | 21               | 49               | 20               | 2                | 0  | 1                    | 1                    | 14                   |                      |                      |
| 1990-1991  | HC Ambrì-Piotta | LNA        | 36  | 36               | 35               | 71               | 59               | 4                | 2  | 5                    | 7                    | 9                    |                      |                      |
| 1991-1992  | HC Ambrì-Piotta | LNA        | 36  | 22               | 23               | 45               | 42               | 10               | 8  | 5                    | 13                   | 4                    |                      |                      |
| 1992-1993  | HC Ambrì-Piotta | LNA        | 26  | 12               | 4                | 16               | 51               | 9                | 3  | 3                    | 6                    | 4                    |                      |                      |
| 1993-1994  | HC Ambrì-Piotta | LNA        | 36  | 24               | 18               | 42               | 16               | 2                | 1  | 2                    | 3                    | 0                    |                      |                      |
| 1994-1995  | HC Ambrì-Piotta | LNA        | 32  | 21               | 18               | 39               | 26               | 3                | 0  | 0                    | 0                    | 2                    |                      |                      |
| 1995-1996  | HC Ambrì-Piotta | LNA        | 36  | 24               | 22               | 46               | 22               | 7                | 4  | 4                    | 8                    | 29                   |                      |                      |
| 1996-1997  | HC Ambrì-Piotta | LNA        | 44  | 24               | 30               | 54               | 20               | -                | -  | -                    | -                    | -                    |                      |                      |
| 1997-1998  | HC Ambrì-Piotta | LNA        | 37  | 28               | 15               | 43               | 22               | 14               | 4  | 9                    | 13                   | 39                   |                      |                      |
| 1998-1999  | ZSC Lions       | LNA        | 40  | 25               | 26               | 51               | 20               | 7                | 4  | 3                    | 7                    | 4                    |                      |                      |
| 1999-2000  | ZSC Lions       | LNA        | 45  | 16               | 21               | 37               | 38               | 14               | 5  | 4                    | 9                    | 14                   |                      |                      |
| 2000-2001  | ZSC Lions       | LNA        | 41  | 14               | 15               | 29               | 16               | 16               | 2  | 10                   | 12                   | 12                   |                      |                      |
| 2001-2002  | ZSC Lions       | LNA        | 41  | 21               | 17               | 38               | 53               | 17               | 6  | 7                    | 13                   | 10                   |                      |                      |
| 2002-2003  | ZSC Lions       | LNA        | 42  | 14               | 14               | 28               | 39               | 11               | 3  | 1                    | 4                    | 4                    |                      |                      |
| Totaux LNA | Totaux LNA      | Totaux LNA | 674 | 435              | 347              | 782              | 517              | 135              | 52 | 59                   | 111                  | 158                  |                      |                      |

### En équipe de Suisse
| Année | Compétition |    | PJ | B | A  | Pts | Pun                                       |  | Résultats |
| 1987  | CM          | 10 | 3  | 4 | 7  | 6   | 8e place                                  |  |           |
| 1988  | JO          | 6  | 2  | 3 | 5  | 4   | 8e place                                  |  |           |
| 1989  | CM B        |    |    |   |    |     | 14e place au total 4e de la poule B       |  |           |
| 1990  | CM B        | 7  | 2  | 0 | 2  | 0   | 9e place au total Promu dans la Poule A   |  |           |
| 1991  | CM          | 10 | 0  | 2 | 2  | 4   | 7e place                                  |  |           |
| 1992  | JO          | 7  | 1  | 0 | 1  | 0   | 10e place                                 |  |           |
| 1996  | CM B        | 7  | 4  | 6 | 10 | 2   | 14e place au total 2e place de la Poule B |  |           |
| 1998  | CM          | 9  | 2  | 0 | 2  | 6   | 4e place                                  |  |           |

### Source
- (de) Cet article est partiellement ou en totalité issu de l’article de Wikipédia en allemand intitulé « Peter Jaks » (voir la liste des auteurs).